# Гуменцы (Волынская область)
Гуменцы (укр. Гу́менці) — село в Головненской поселковой общине Ковельского района Волынской области Украины.
До 2020 года входило в Любомльский район.
Код КОАТУУ — 0723381303. Население по переписи 2001 года составляет 149 человек. Почтовый индекс — 44320. Телефонный код — 3377. Занимает площадь 0,078 км².